# Back Home Again (Kenny Rogers)
Back Home Again è un album in studio del musicista statunitense Kenny Rogers, pubblicato nel 1991.

## Tracce
1. If You Want to Find Love – 3:08 (Max D. Barnes, Skip Ewing, Kenny Rogers)
2. Bed of Roses – 3:40 (Rex Benson, Steve Gillette)
3. Someone Must Feel Like A Fool Tonight – 3:31 (Mike Dekle, Byron Hill)
4. Two Good Reasons – 2:52 (J.D. Miller, J.P. Pennington)
5. Some Prisons Don't Have Walls – 3:13 (Dekle, Hill)
6. They Just Don't Make 'Em Like You Anymore – 3:48 (Jimmy Webb)
7. When You Were Loving Me – 2:54 (Billy Kirsch, Zack Turner)
8. Sunshine – 3:07 (Mickey Newbury)
9. I'll Be There For You – 2:49 (Steve Glassmeyer, Gene Golden, Wood Newton)
10. How Do I Break It To My Heart – 3:36 (Chapin Hartford, Wendell Mobley, Trisha Yearwood)